# Joniškėlio dvaro parkas
Joniškėlio dvaro parkas este o arie protejată (sit de importanță comunitară — SCI) din Lituania întinsă pe o suprafață de 9,58 ha, integral pe uscat.

## Localizare
Centrul sitului Joniškėlio dvaro parkas este situat la coordonatele 56°02′03″N 24°10′08″E / 56.0342°N 24.1689°E.

## Înființare
Situl Joniškėlio dvaro parkas a fost declarat sit de importanță comunitară în octombrie 2020 pentru a proteja 1 specie de animale.

## Biodiversitate
Situată în ecoregiunea boreală, aria protejată nu include niciun habitat protejat.
La baza desemnării sitului se află o specie protejată de  nevertebrate: Osmoderma eremita.
Pe lângă speciile protejate, pe teritoriul sitului au mai fost identificate 1 specie de pești.